# ريتا أورا
ريتا ساهاتسيو أورا (بالإنجليزية: Rita Sahatçiu Ora) المعروف بـ (ريتا أورا) (ولدت في 26 نوفمبر 1990، بريشتينا، جمهورية كوسوفو)، مغنية وكاتبة أغاني وممثلة بريطانية.
في مايو عام 2012، صدرت ريتا أورا أغنيتها الأولى المنفردة «آر.آي.بي» من ألبومها الأول أورا، الذي وصل إلى المركز الأول على الرسم البياني للمملكة المتحدة. تم ترشيحها لثلاث جوائز في حفل جوائز بريت في عام 2013. وفي مجال التمثيل، أدت في عام 2015 في الفيلم الدرامي الرومنسي خمسين ظل من جراي بدور «ميا غراي».

## السيرة الفنية
| السنة | الفيلم           | بالإنجليزية          | الدور    |
| ----- | ---------------- | -------------------- | -------- |
| 2004  | سبايفز           | Spivs                | روزانا   |
| 2013  | سرعة وغضب 6      | Fast & Furious 6     | متسابقة  |
| 2015  | خمسين ظل من جراي | Fifty Shades of Grey | ميا غراي |

| السنة | التلفزيون | بالإنجليزية | الدور          |
| ----- | --------- | ----------- | -------------- |
| 2004  | الملخص    | The Brief   | جاكلين ليفرمور |
| 2013  | 90210     | 90210       | نفسها          |

## ديسكوغرافيا

### الألبومات
- 2012 (أورا): موسيقى رقص، بوب، آر أند بي معاصر

### أغاني اشتركت بها
- 2014 الأرملة السوداء
- 2012 (أين حبك): مع (كريغ دايفد)
- 2012 (آر.آي.بي): مع (تيني تيمباه)